# Coppa Acerbo
Coppa Acerbo je bila avtomobilistična dirka, ki je med letoma 1924 in 1939 potekala po jadranski obali okoli italijanskega mesta Pescara. Poimenovana je po Titu Acerbu. Po drugi svetovni vojni so dirko preimenovali v Veliko nagrado Pescare.

## Zmagovalci
| Leto | Zmagovalec         | Dirkalnik                          | Poročilo |
| ---- | ------------------ | ---------------------------------- | -------- |
| 1939 | Clemente Biondetti | Alfa Romeo 158                     | Poročilo |
| 1938 | Rudolf Caracciola  | Mercedes-Benz W154                 | Poročilo |
| 1937 | Bernd Rosemeyer    | Auto Union 6.0L Typ.1936 Rennwagen | Poročilo |
| 1936 | Bernd Rosemeyer    | Auto Union 6.0L Typ.1936 Rennwagen | Poročilo |
| 1935 | Achille Varzi      | Auto Union 5.6L Typ.1935 Rennwagen | Poročilo |
| 1934 | Luigi Fagioli      | Mercedes-Benz W25                  | Poročilo |
| 1933 | Luigi Fagioli      | Alfa Romeo Tipo-B 'P3'             | Poročilo |
| 1932 | Tazio Nuvolari     | Alfa Romeo Tipo-B 'P3'             | Poročilo |
| 1931 | Giuseppe Campari   | Alfa Romeo Tipo-A                  | Poročilo |
| 1930 | Achille Varzi      | Maserati 26M                       | Poročilo |
| 1928 | Giuseppe Campari   | Alfa Romeo P2                      | Poročilo |
| 1927 | Giuseppe Campari   | Alfa Romeo P2                      | Poročilo |
| 1926 | Luigi Spinozzi     | Bugatti T35                        | Poročilo |
| 1925 | Guido Ginaldi      | Alfa Romeo RL                      | Poročilo |
| 1924 | Enzo Ferrari       | Alfa Romeo RL                      | Poročilo |